# Puits aux chaînes
Le puits aux chaînes est un compartiment d'un bateau destiné à emmagasiner la ou les chaîne(s) d'(es) ancre(s). Sur un petit bateau de plaisance, il consiste en un simple coffre à l'avant, au fond duquel se trouve une étalingure. Sur un grand navire, le puits aux chaînes est plus imposant et se trouve généralement sous le gaillard d'avant, il délivre la chaîne au guindeau. Il est généralement composé de deux parties inférieures (tribord et bâbord) séparées par une cloison simple, l'extrémité des deux chaînes, chacune composée de 8 à 14 maillons, revient au système de largage rapide de sécurité (l'étalingure), qui se trouve à l'entrée du puits aux chaînes ou fréquemment sur le gaillard.